# Buerton (Cheshire West and Chester)
Buerton – były civil parish w Anglii, w hrabstwie ceremonialnym Cheshire, w dystrykcie (unitary authority) Cheshire West and Chester, w civil parish Aldford and Saighton. W 2001 roku civil parish liczyła 22 mieszkańców.